# 房総半島
房総半島（ぼうそうはんとう）は、関東地方の南東に突出する半島で、千葉県の大部分を占め、半島名は令制国の安房国、上総国と下総国に由来する。東京湾（浦賀水道）と太平洋に囲まれており、古代から中世までは、現在の利根川流域に香取海と呼ばれた内海があり、四方を海や大河に囲まれ島に近い状態であった。

## 水にかこまれた半島

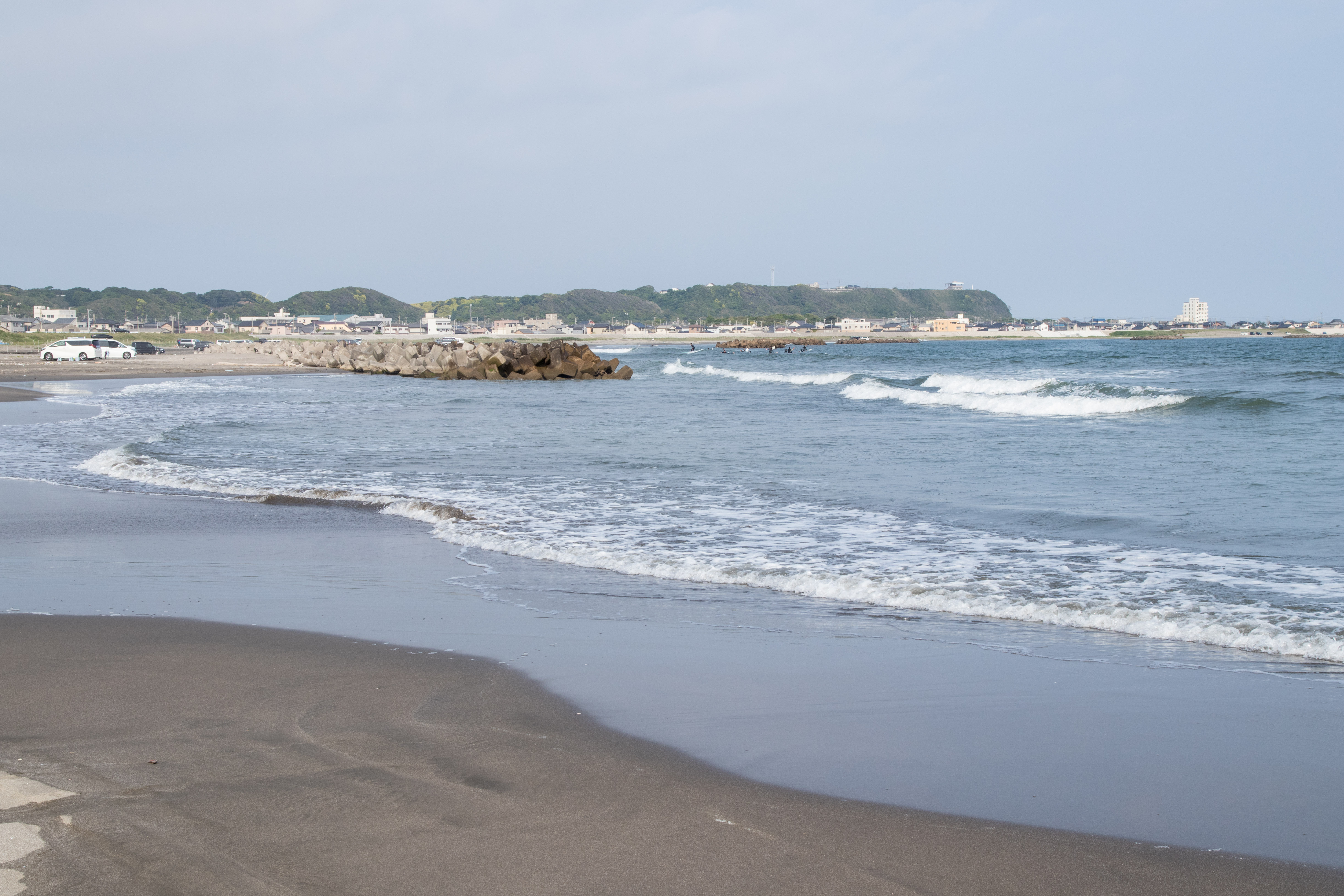
九十九里浜（飯岡海岸）は房総半島東部に位置し飯岡漁港を有する。

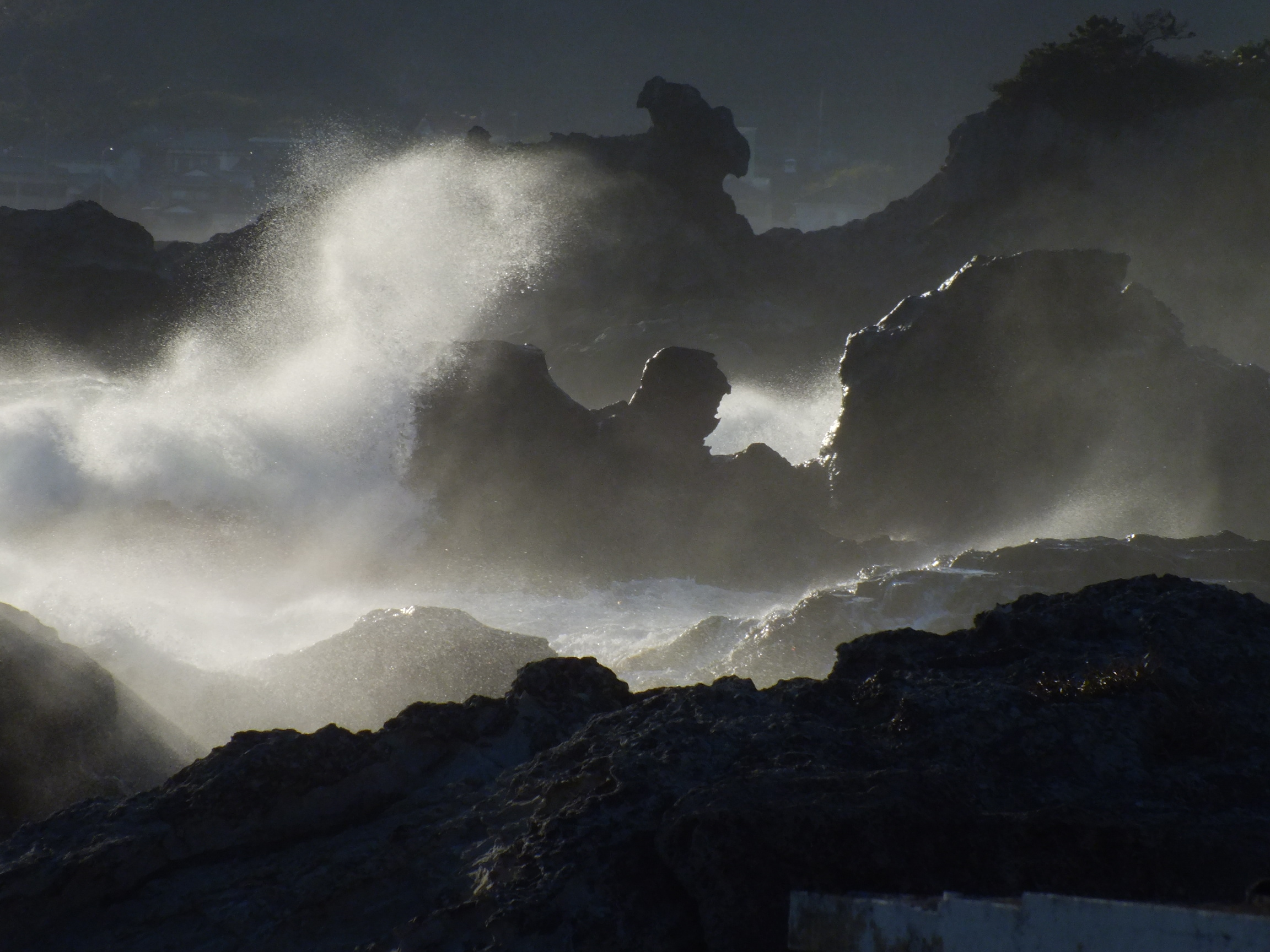
外房（太平洋側）は外海に面しており海岸線は変化を極める。黒潮が当たることから温暖で植生も豊か。漁業が盛んで多くの漁港を有する。

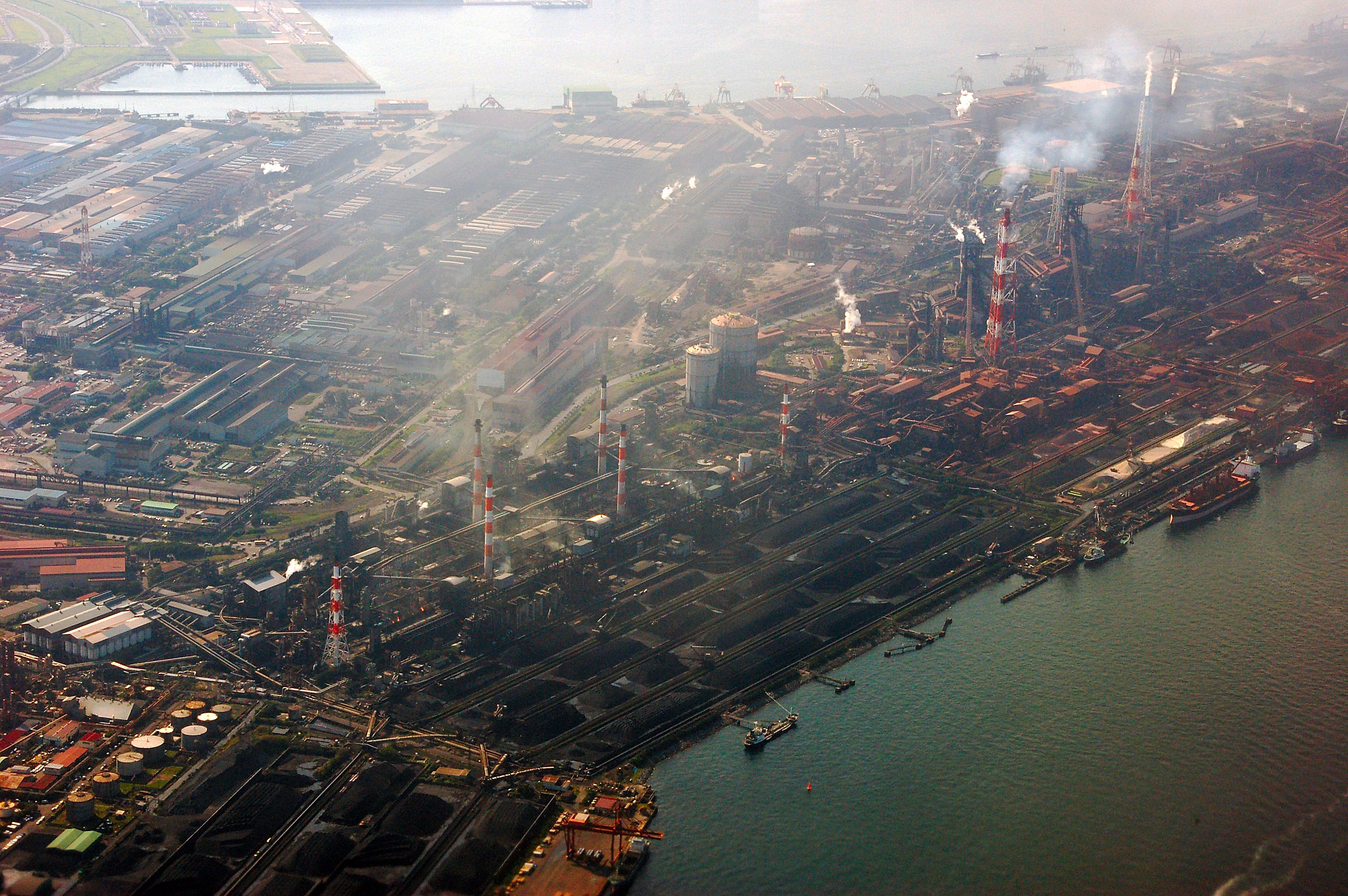
内房（東京湾側）は埋立地を中心に都市化･工業化が急速に進行している。そのため商港・工業港が多い。

日本列島の中央部、本州が東北から西南に弓なりに曲がるところに大きな半島がある。これが房総半島であり、その全域が千葉県に当たる。古代には霞ヶ浦、北浦、印旛沼、手賀沼などの湖沼を中心に香取海（古鬼怒湾）と呼ばれた一続きの入海が存在し、北西の東京湾（古東京湾）が現在より内陸に入り込んでおり、後に赤堀川や逆川が開削された葛飾郡北部の微高地で本州に繋がってはいたが、四方を海や河川のような水域に囲まれた島のような環境にあった。近世の初め、江戸幕府によって行われた利根川東遷事業によって河川の堆積機能が大きくなったこともあり、徐々に埋め立てられて陸化が進んだものである。

### 東端と南端／最高点
最東端は利根川河口近くの犬吠埼（銚子市）で、北海道の宗谷岬、九州の佐多岬からともに約1,100キロメートルの等距離にあり、日本列島の中心にあたる。最南端は野島崎（南房総市）である。元禄地震で付近が隆起し、それまで島であった野島が陸続きとなり野島崎となった、野島崎灯台からさらに南の岩礁が最南端である。野島崎西方の洲埼を境とし東京湾側は内房（うちぼう）太平洋側は外房（そとぼう）と呼ばれ、半島の最高点は408.2メートルの愛宕山山頂である。

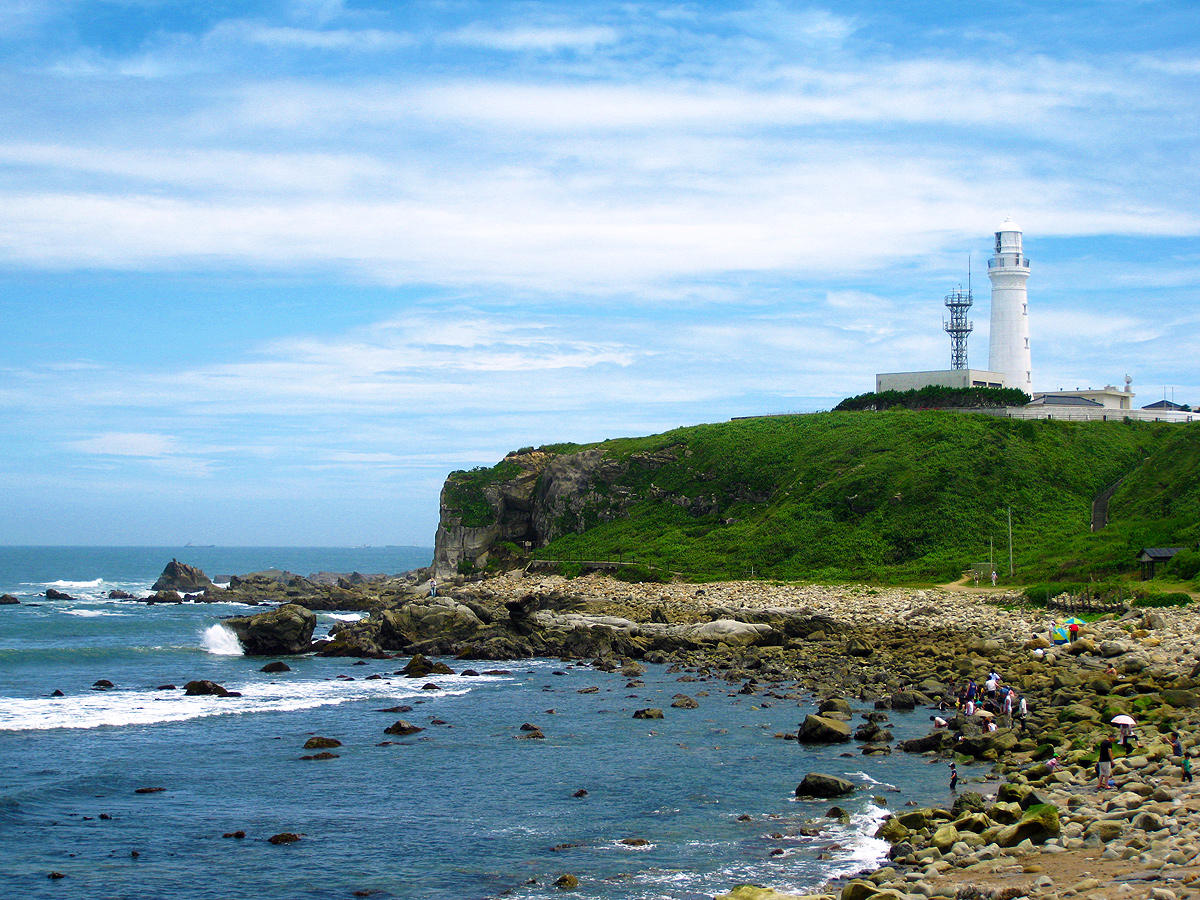
犬吠埼灯台
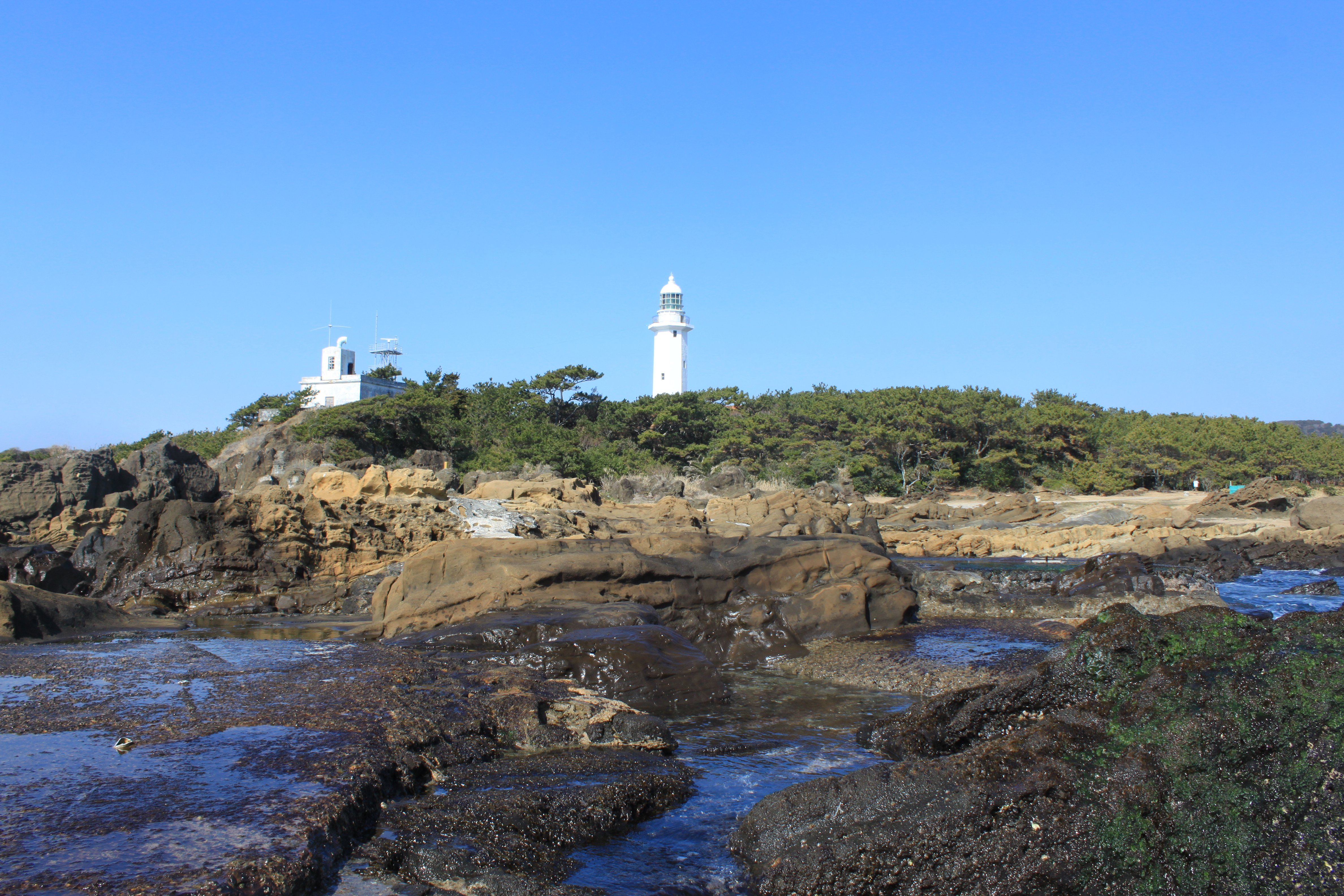
野島崎灯台
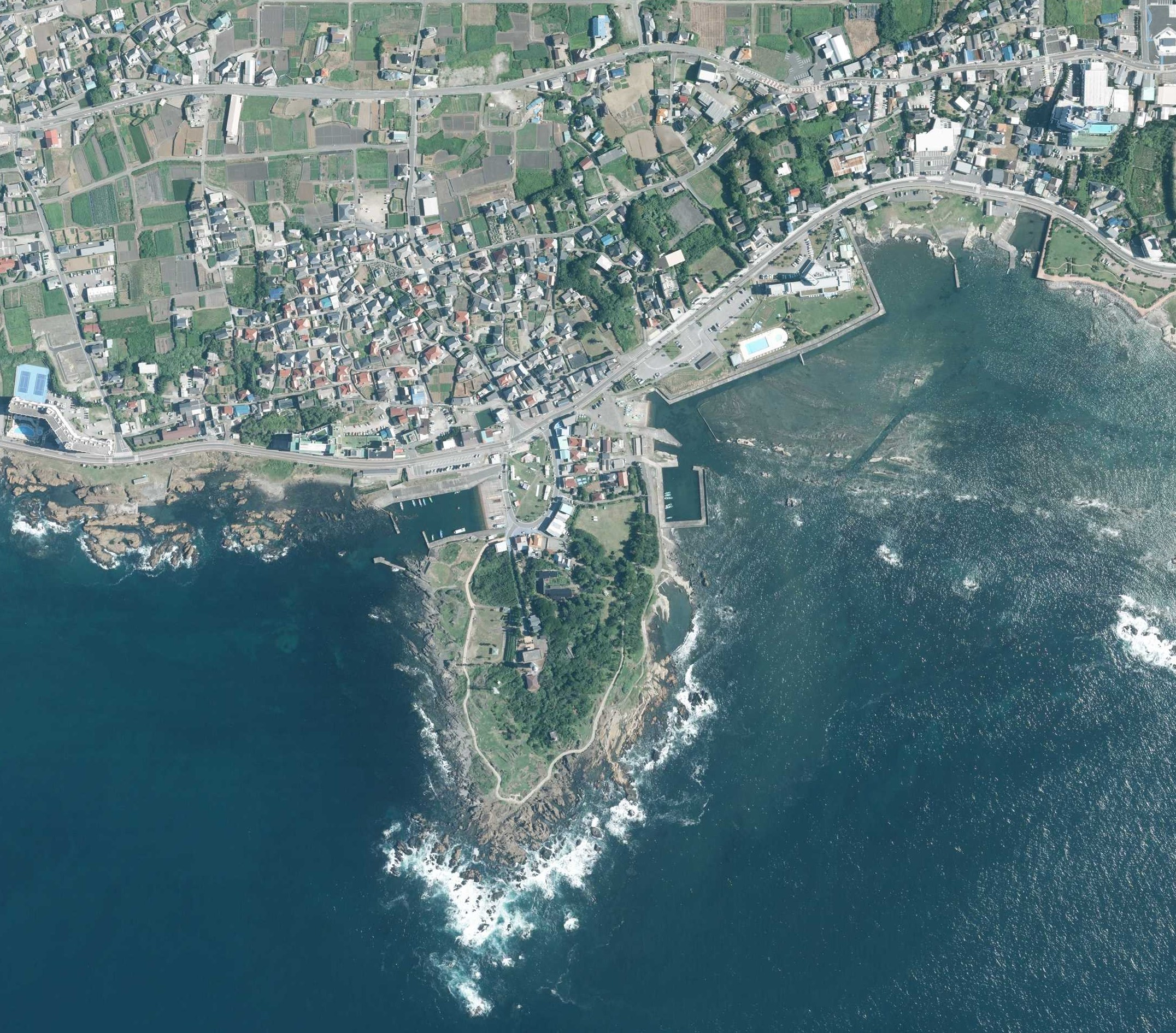
最南端の野島崎（国土交通省 国土地理院 地図・空中写真閲覧サービスの空中写真を基に作成 2017年撮影）

## 地形
地形的には南から北へ3段階に低くなり、低山性の丘陵、台地、平野部に区分される。南部から中部にかけては標高300メートル前後の房総丘陵などからなる丘陵地・台地であり、平野部は利根川の沖積平野、九十九里平野、東京湾岸の三角州平野などである。南部の海岸には海岸段丘、海食崖が発達し、出入りに富んだ海岸線が多く、太平洋岸の太東岬（いすみ市）から東京湾岸の富津岬（富津市）にいたる約190キロメートルの海岸地帯及び房総丘陵の山岳群（鹿野山、清澄山、鋸山など）は、1958年（昭和33年）南房総国定公園に指定された。南端部では無霜地帯があり花卉栽培が盛んである。房総丘陵以北は首都圏の一部に属し、そのなかに点在する近郊農業地域は九十九里平野にまで及んでいる。 東京湾岸には京葉工業地帯の造成が進み、住宅や工場の進出が著しく、急速に都市化･工業化が進行している。

## 自然条件と開発
千葉県域は房総半島であり、その自然条件や景観が特徴となっている。北部には下総台地が広がり、半島の東側は九十九里浜が続き海岸平野が連なっている。南部の房総丘陵は清澄山系の山嶺によって上総丘陵と安房丘陵に分けられる。
九十九里の浜平野である九十九里平野は北東から約60キロメートルに及んでいる。銚子市方面の屏風ヶ浦や、半島南部の洲崎から野島崎などを経て太東岬に至る外房（太平洋側）の海岸、また富津市湊川河口から大房岬に至る内房（東京湾側）の海岸は、砂浜のみならず岩礁や海食崖などが形成され美しい景観を呈している。他方、富津岬から北の東京湾北東部の海岸は、1940年（昭和15年）から始まった埋立による人工海岸が続き、京葉工業地帯をなしている。
このように房総半島東部と中部以南は豊かな自然が残り、観光地にもなっている。一方で、東京大都市圏に含まれ、東京都区部から都市部が連続している北西部に対して、経済・人口格差が開いているという「南北問題」も指摘されている。

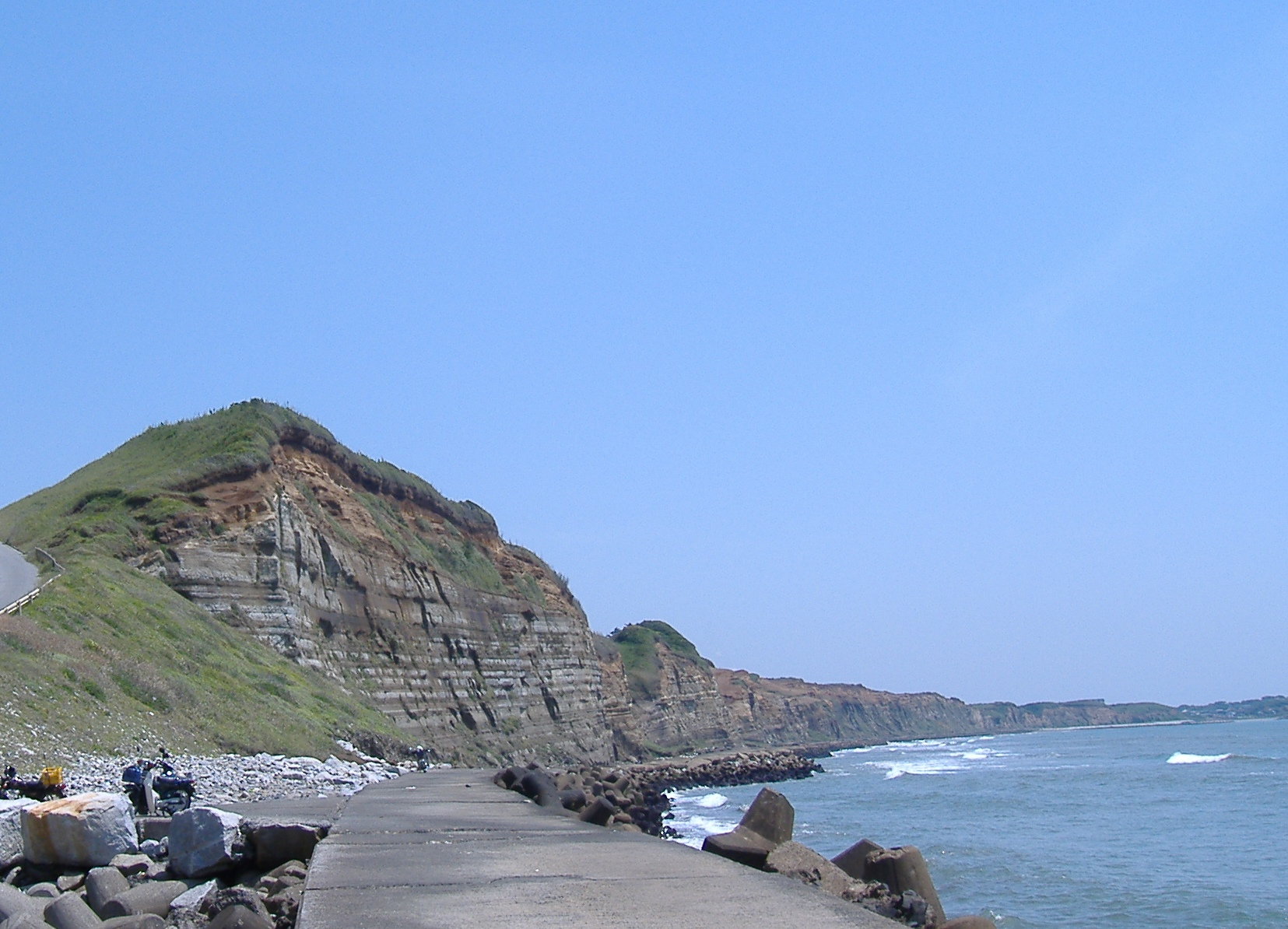
屏風ヶ浦
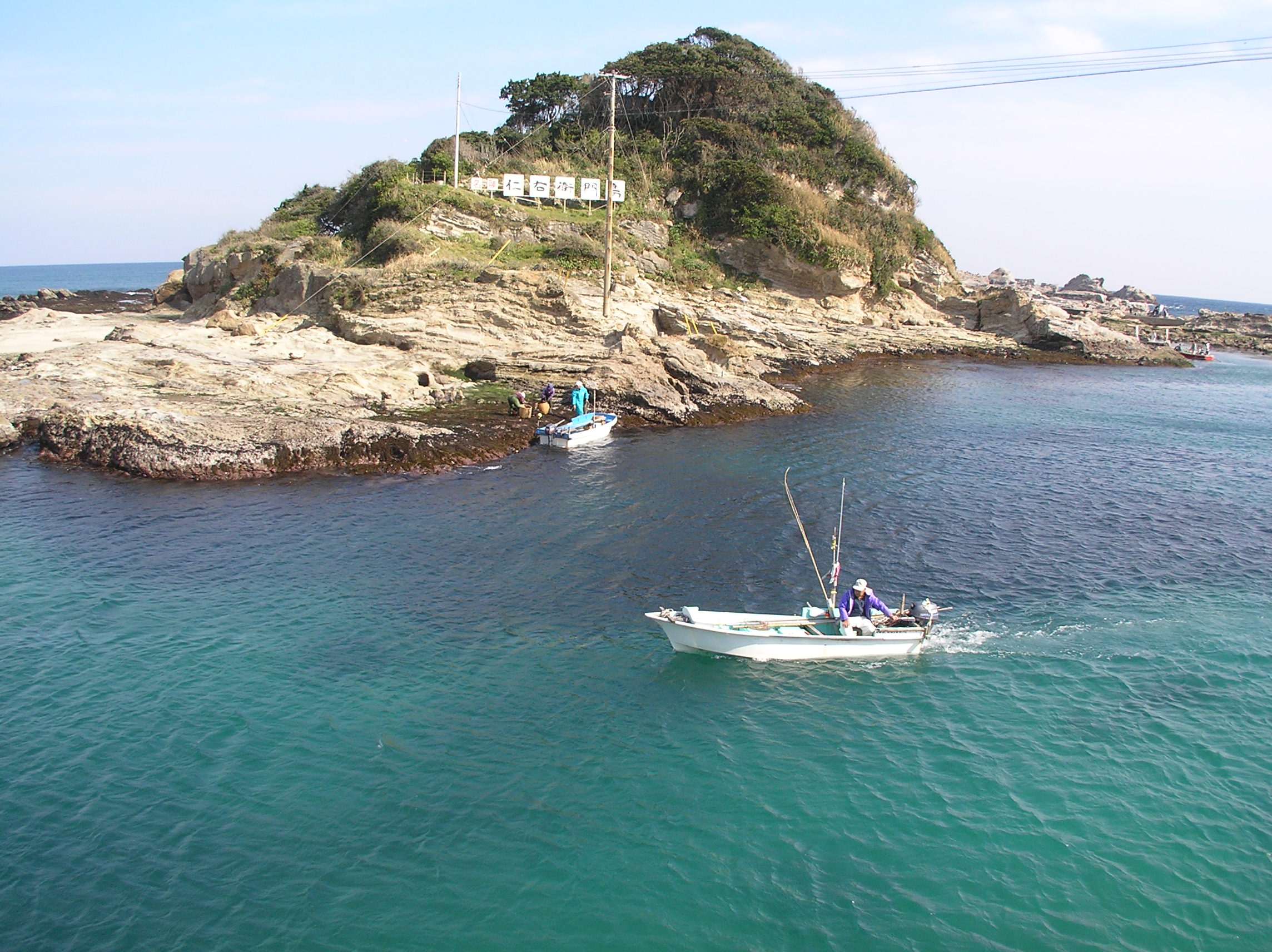
仁右衛門島
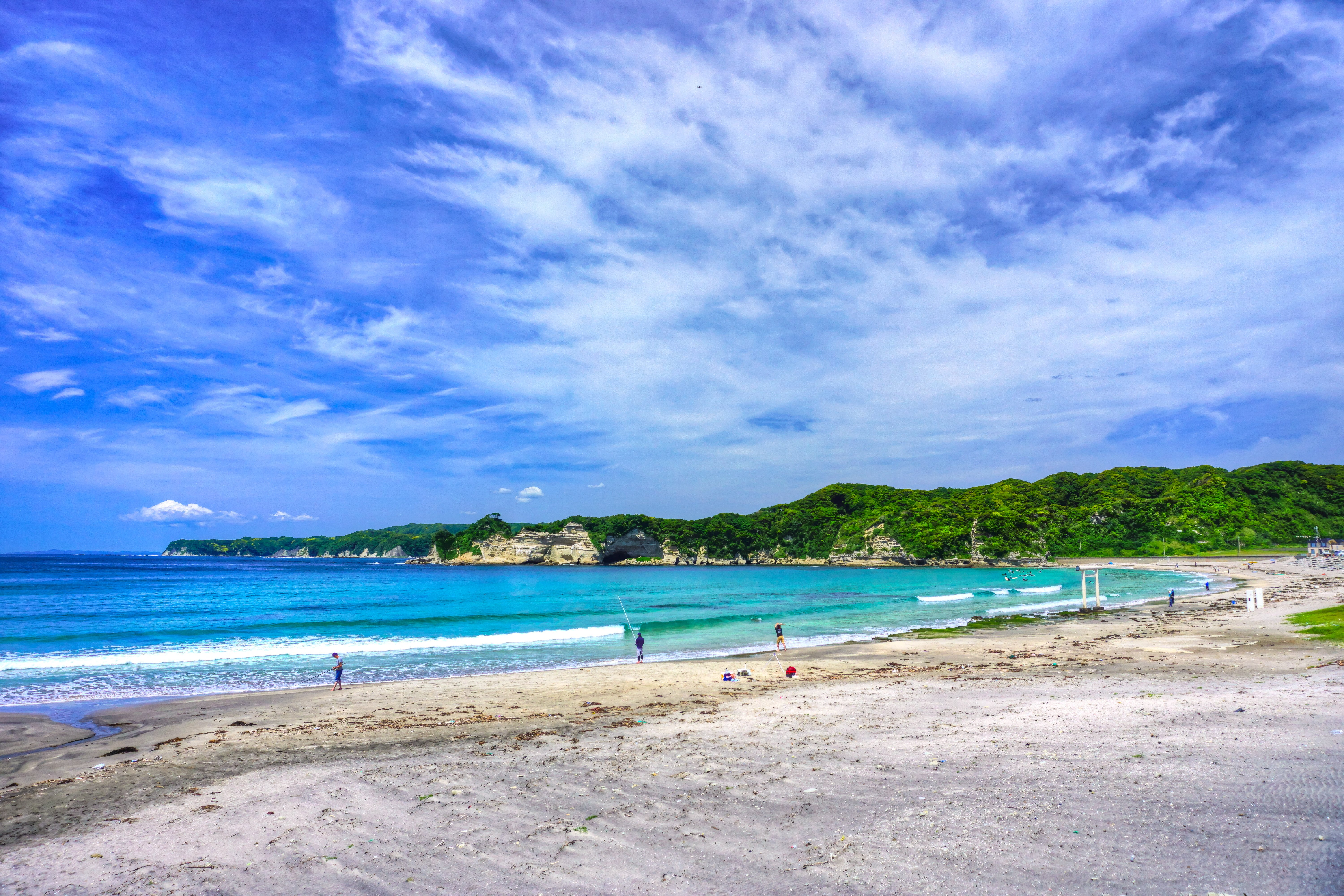
鵜原海岸
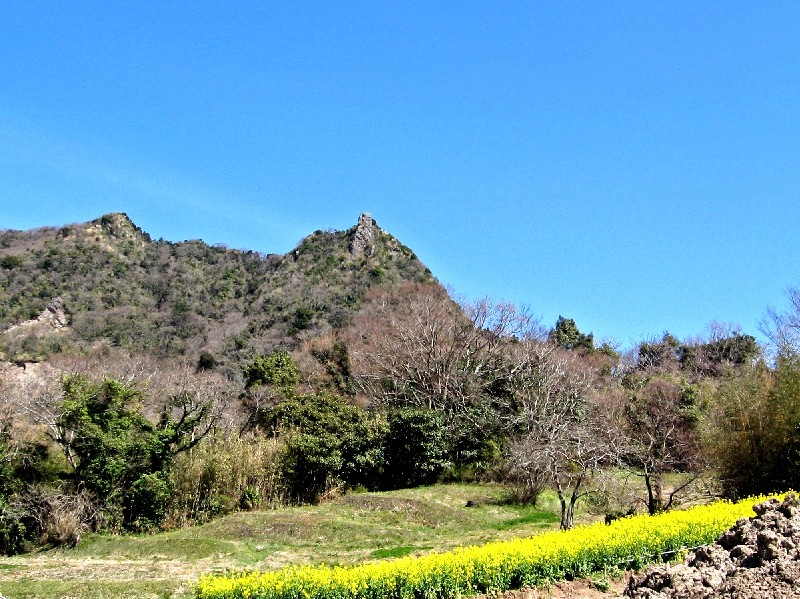
伊予ヶ岳
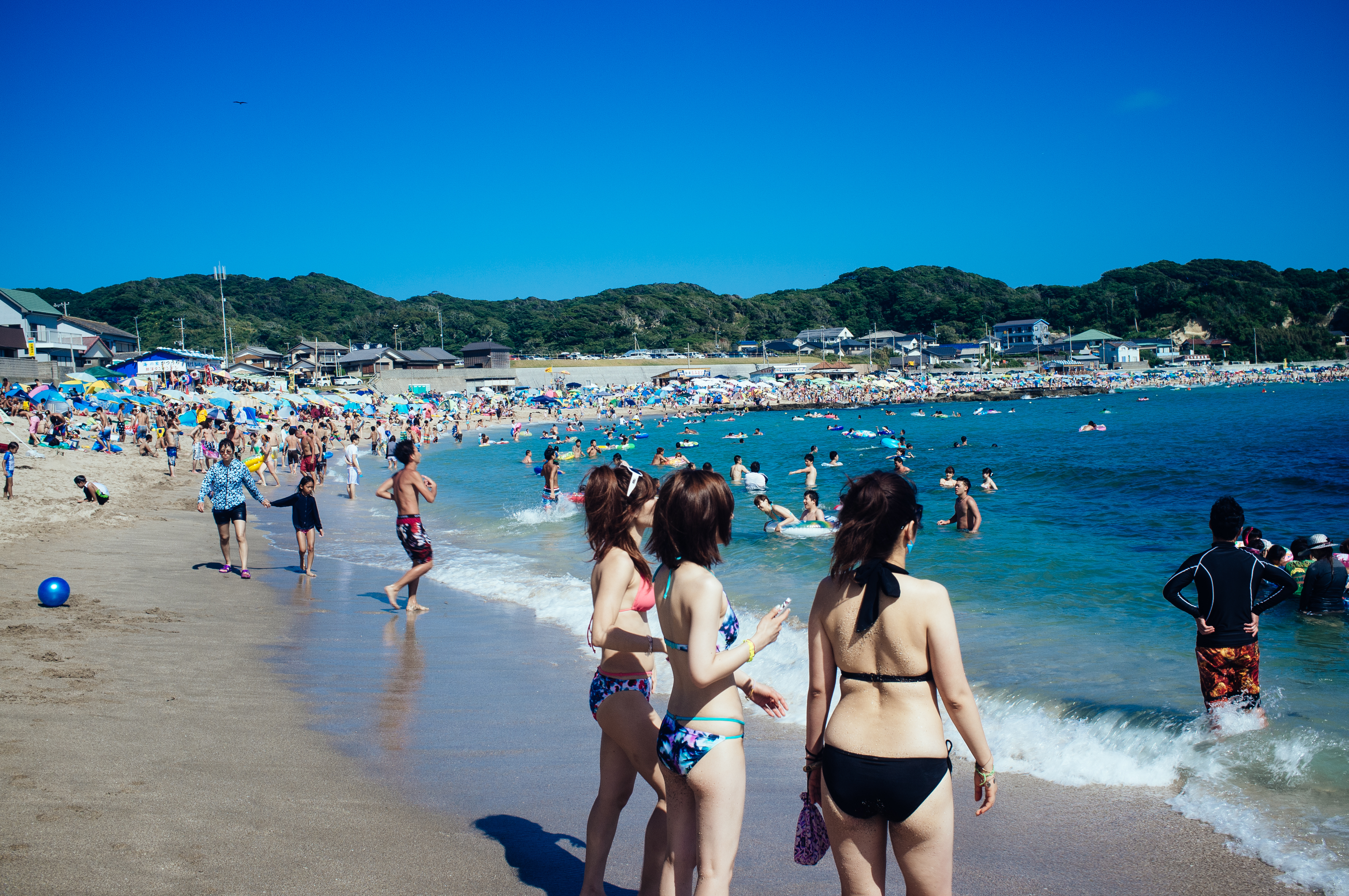
守谷海水浴場

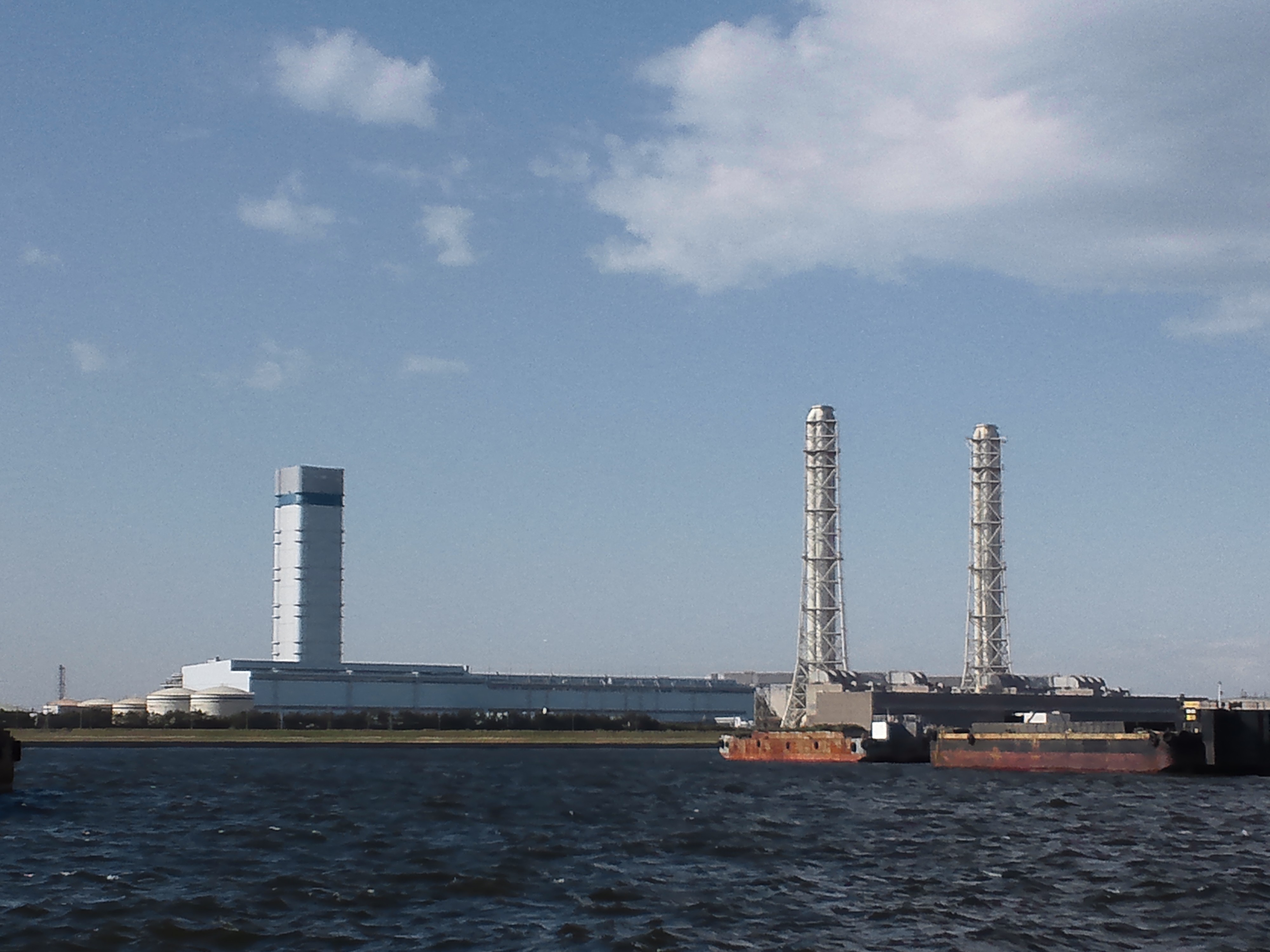
富津火力発電所
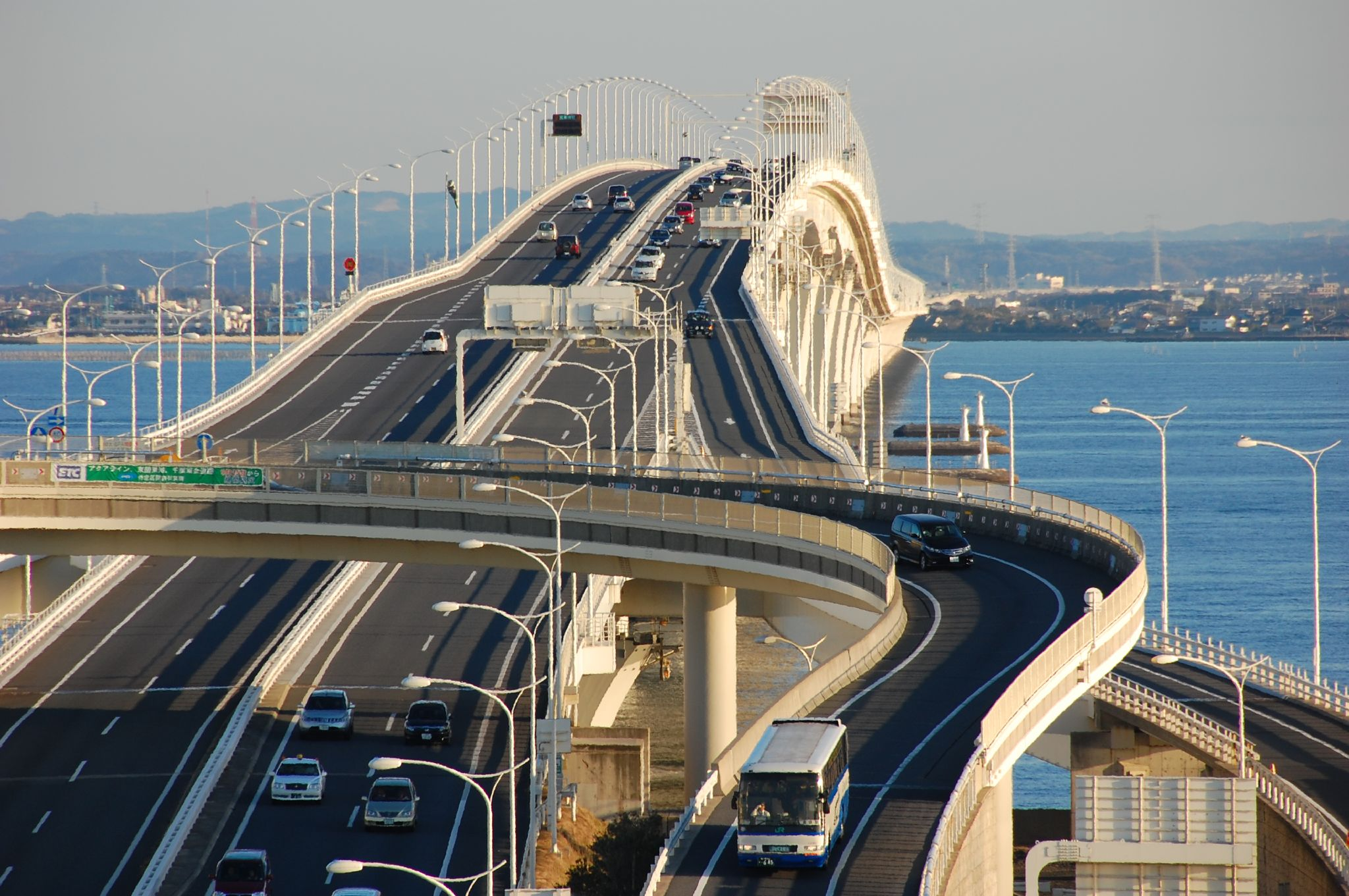
東京湾アクアライン
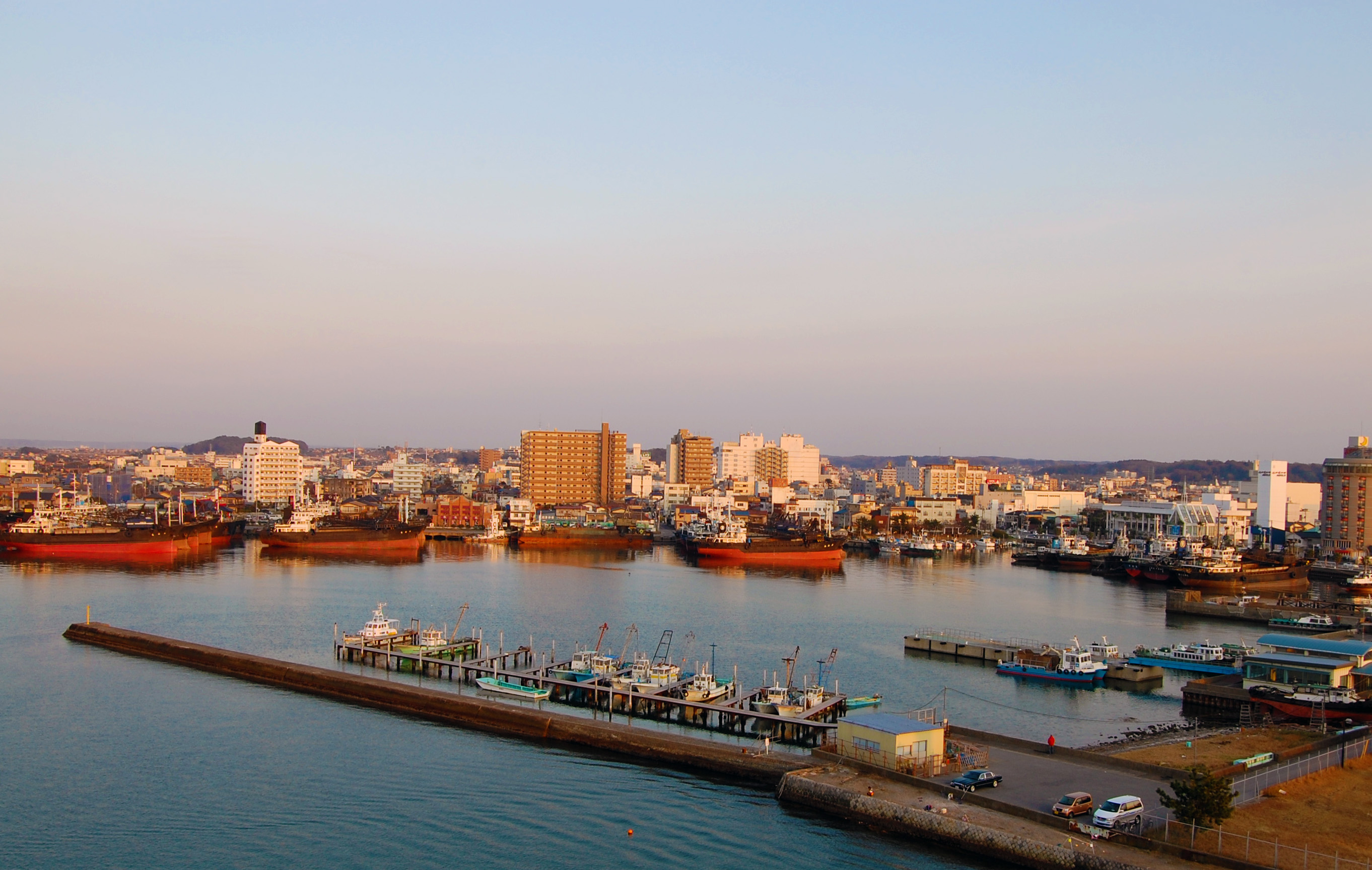
木更津港
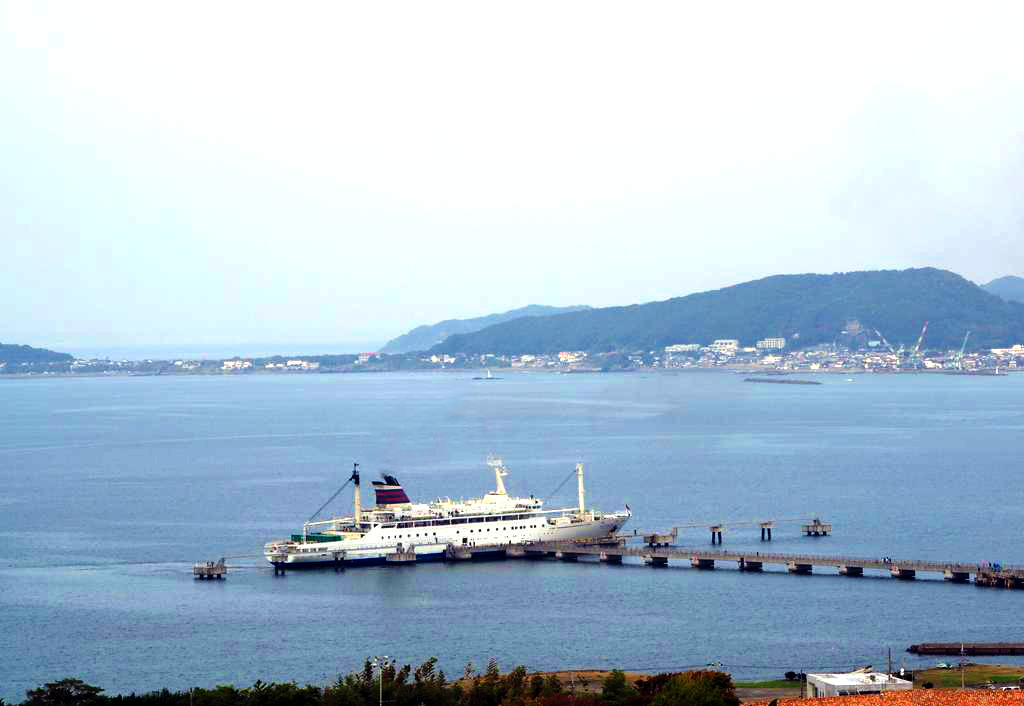
館山港
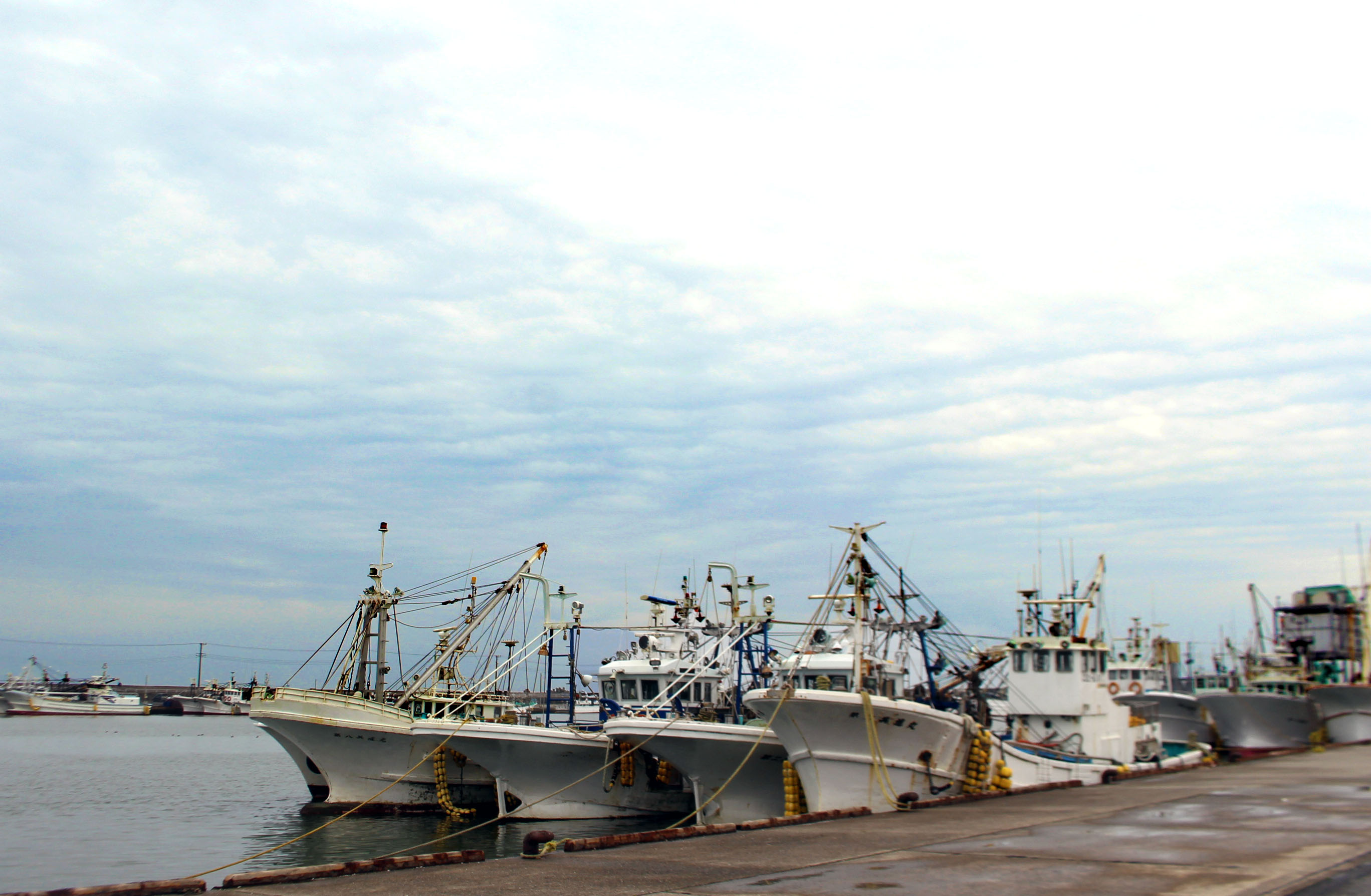
片貝漁港

## 気候
黒潮は、房総半島の沖合いで東に流れを変え、北東からの親潮と潮目をつくっている。内陸部（房総丘陵）は関東平野中央部の内陸性気候を呈するが、全体としては黒潮の影響で温暖な海洋性気候を示している。南端部では無霜地帯があり、降水量の多さも含めて南部の海洋性気候は内陸部とは明らかな違いがある。房総半島は一般に温暖な気候のところとして知られる。高い山地はないが、海岸の気候、岬の気候、河岸の気候など様々な気候が見られるところでもある。年間平均気温16度以上で、冬でもめったに雪が降らない温暖な地域である房総半島南部の館山市・勝浦市では、真夏日日数も少ない避暑地でもある。そのため夏は避暑地に、冬には避寒地として多くの観光客が訪れる。
| 館山（1981 - 2010年）の気候 | 館山（1981 - 2010年）の気候 | 館山（1981 - 2010年）の気候 | 館山（1981 - 2010年）の気候 | 館山（1981 - 2010年）の気候 | 館山（1981 - 2010年）の気候 | 館山（1981 - 2010年）の気候 | 館山（1981 - 2010年）の気候 | 館山（1981 - 2010年）の気候 | 館山（1981 - 2010年）の気候 | 館山（1981 - 2010年）の気候 | 館山（1981 - 2010年）の気候 | 館山（1981 - 2010年）の気候 | 館山（1981 - 2010年）の気候 |
| 月                          | 1月                         | 2月                         | 3月                         | 4月                         | 5月                         | 6月                         | 7月                         | 8月                         | 9月                         | 10月                        | 11月                        | 12月                        | 年                          |
| --------------------------- | --------------------------- | --------------------------- | --------------------------- | --------------------------- | --------------------------- | --------------------------- | --------------------------- | --------------------------- | --------------------------- | --------------------------- | --------------------------- | --------------------------- | --------------------------- |
| 平均最高気温 °C （°F）      | 11.2 (52.2)                 | 11.4 (52.5)                 | 14.1 (57.4)                 | 18.8 (65.8)                 | 22.3 (72.1)                 | 24.9 (76.8)                 | 28.5 (83.3)                 | 30.5 (86.9)                 | 27.4 (81.3)                 | 22.6 (72.7)                 | 18.2 (64.8)                 | 13.8 (56.8)                 | 20.31 (68.55)               |
| 日平均気温 °C （°F）        | 6.3 (43.3)                  | 6.6 (43.9)                  | 9.5 (49.1)                  | 14.2 (57.6)                 | 18.1 (64.6)                 | 21.2 (70.2)                 | 24.8 (76.6)                 | 26.4 (79.5)                 | 23.3 (73.9)                 | 18.1 (64.6)                 | 13.3 (55.9)                 | 8.7 (47.7)                  | 15.88 (60.58)               |
| 平均最低気温 °C （°F）      | 1.0 (33.8)                  | 1.4 (34.5)                  | 4.5 (40.1)                  | 9.3 (48.7)                  | 14.1 (57.4)                 | 18.0 (64.4)                 | 21.9 (71.4)                 | 23.2 (73.8)                 | 19.9 (67.8)                 | 13.9 (57)                   | 8.4 (47.1)                  | 3.4 (38.1)                  | 11.58 (52.84)               |
| 降水量 mm （inch）          | 81.8 (3.22)                 | 82.4 (3.244)                | 166.2 (6.543)               | 150.2 (5.913)               | 149.8 (5.898)               | 215.2 (8.472)               | 173.6 (6.835)               | 126.0 (4.961)               | 219.5 (8.642)               | 219.9 (8.657)               | 130.0 (5.118)               | 75.4 (2.969)                | 1,790 (70.472)              |
| 平均月間日照時間            | 170.4                       | 152.5                       | 153.8                       | 175.3                       | 173.3                       | 133.6                       | 170.8                       | 215.3                       | 143.6                       | 137.7                       | 145.1                       | 166.1                       | 1,937.5                     |
| 出典：気象庁                |                             |                             |                             |                             |                             |                             |                             |                             |                             |                             |                             |                             |                             |

## 交通
交通網が発達しており、房総半島北部では、東京都区部とを結ぶ総武本線や成田線あるいは京成電鉄の各線など多数の鉄道・路線バスが運行されている。南部の主要交通はバスとなっており、地域内の路線バスの他、東京湾アクアラインや館山自動車道を経由して、東京都心と房総半島南部の各地を結ぶ高速バスが運行されており重要な交通機関になっている。以下は観光地である房総半島南部へ向かう公共交通機関を中心に、鉄道はJR東日本「蘇我駅」（京葉線の終点で外房線と内房線の分岐点）以南、高速･有料道路はNEXCO東日本「千葉東JCT」（鉄道と類似位置を通る高速・有料道路の分岐点）以南を列挙する。

### 鉄道
- 乗換駅
  - 蘇我駅、大網駅、大原駅、安房鴨川駅、五井駅、木更津駅、上総中野駅
- 東日本旅客鉄道（JR東日本）
  - ■ 外房線
    - - 千葉駅- 蘇我駅 - 大網駅 - 上総一ノ宮駅 - 大原駅 - 安房鴨川駅

  - ■ 東金線
    - - 大網駅- 東金駅 - 成東駅

  - ■ 内房線
    - - 蘇我駅 - 五井駅 - 木更津駅 - 君津駅 - 館山駅 - 安房鴨川駅

  - ■ 久留里線
    - 木更津駅 - 上総亀山駅
- 小湊鉄道
  - ■ 小湊鉄道線
    - 五井駅 - 上総中野駅
- いすみ鉄道
  - ■ いすみ線
    - 大原駅 - 上総中野駅
- 鋸山ロープウェー
  - 鋸山山麓駅 - 鋸山山頂駅
- 京葉臨海鉄道
  - 本線（貨物専用路線）

### 高速道路・有料道路
- 首都高速道路（接続）・東日本高速道路（NEXCO東日本）
  - 首都高速小松川線 -  京葉道路
  - 館山自動車道
  - 富津館山道路
  - 東京湾アクアライン
  - 東京湾アクアライン連絡道
  - 首都圏中央連絡自動車道（圏央道）
  - 千葉東金道路
- 千葉県道路公社
  - 千葉外房有料道路
  - 九十九里有料道路

### 国道
- 国道16号（横浜市 - 富津市）
- 国道127号（館山市 - 木更津市）
- 国道128号（館山市 - 東金市）
- 国道297号（館山市 - 市原市）
- 国道409号（川崎市 - 成田市）
- 国道410号（館山市 - 木更津市）
- 国道465号（茂原市 - 富津市）

### 路線バス
- 京成グループ　
  - ■ ちばフラワーバス
  - ■ 千葉中央バス
  - ■ 小湊鉄道バス
  - ■ 九十九里鐵道バス
- ■■ 日東交通
- JR東日本グループ
  - ■ JRバス関東

### 港湾

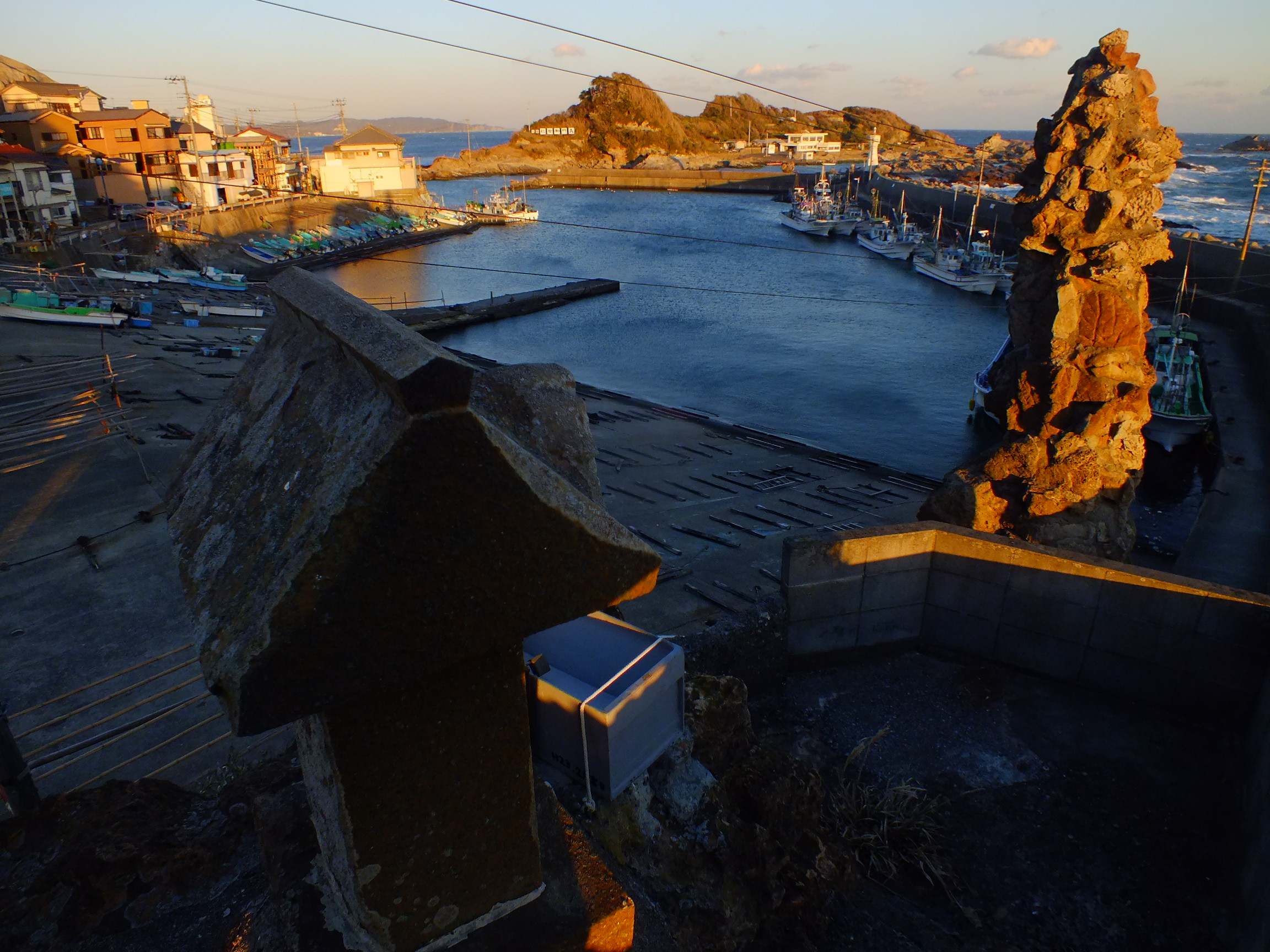
太海漁港

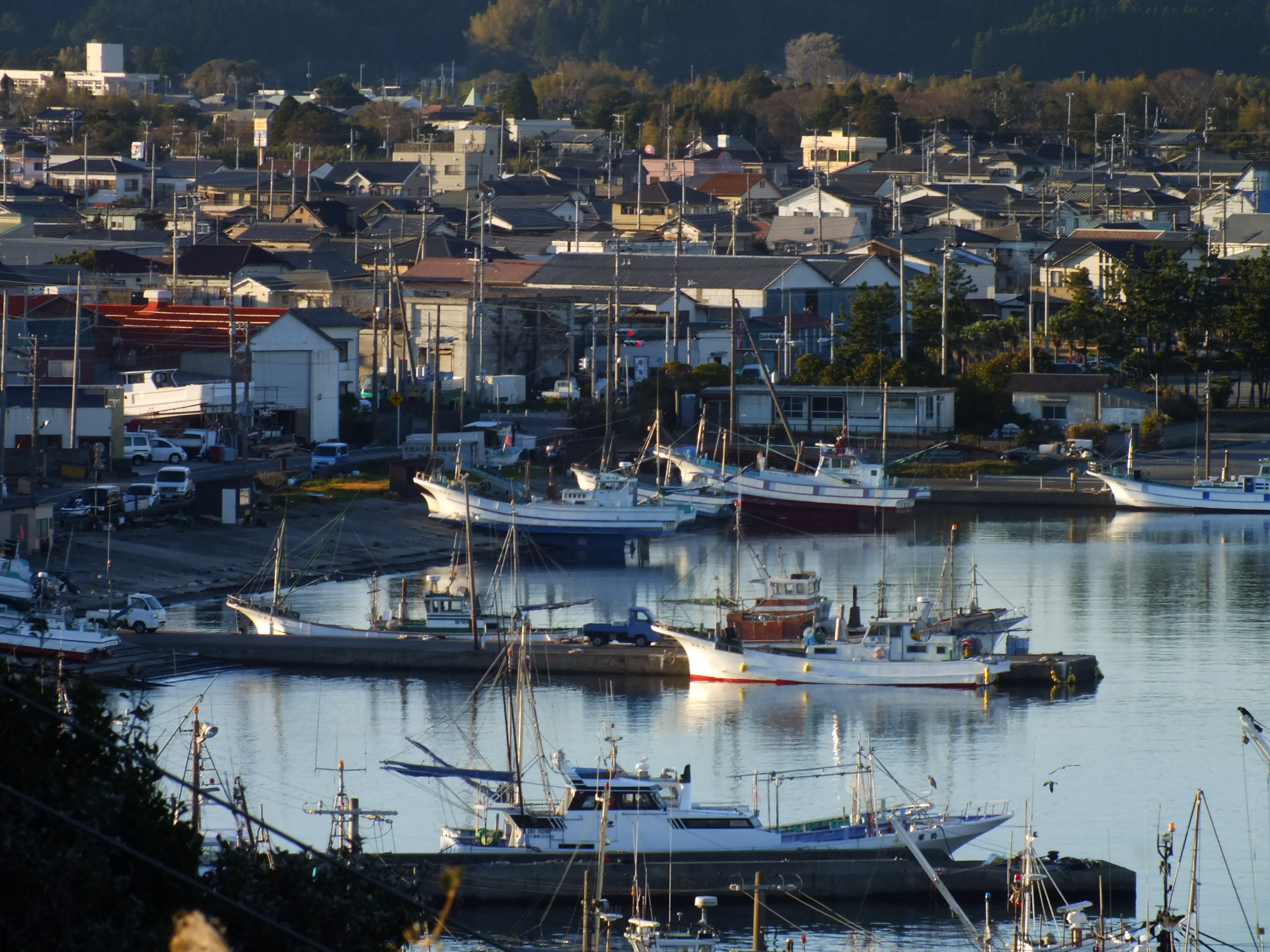
大原漁港、（八幡岬・小浜八幡神社より）

- 特定港
  - 木更津港（重要港湾、重点港湾）
- 地方港湾
  - 上総湊港
  - 浜金谷港
  - 館山港
  - 興津港
- 第2種漁港
  - 太海漁港
- 第3種漁港
  - 勝浦漁港
  - 大原漁港
- 第4種漁港
  - 乙浜漁港
  - 片貝漁港
- ほか第1種漁港、第2種漁港多数

### 船舶
- 東京湾フェリー
- 東海汽船